# 国家核安全保障局
国家核安全保障局（英語: National Nuclear Security Administration、略称：NNSA）は、アメリカ合衆国エネルギー省（United States Department of Energy、略称DOE）に属している、軍による核エネルギーの使用を通して国家の安全を発展させることを目的とし、有事の際に備えた米国内の核兵器の安全性・信頼性・機能性を計画・製造・テストなどを通して、維持・発展させている2000年に設立された組織である。長官（administrator）は、エネルギー省の核安全保障担当次官が兼務する。日本語では「国家核安全保障庁」と訳されることもある。

## 概要
NNSAは国家安全に関連する4つの任務を担当している。
- アメリカ海軍（United States Navy、略称U.S.Navy）の安全のための、海軍に大きな利益をもたらす原子力推進プラントの提供と、そのプラントの信頼できる動作性の確立。
- 国際的な核の安全性と核拡散防止
- 大量破壊兵器による全世界における危険を減らす
- 米国の先進科学技術支援

NNSAには米国政府へ核兵器を製造・維持している約3万7000人の個人情報データベースが保存されている。
またNNSAには安全輸送局（Office of Secure Transportation、略称OST）とよばれる下部組織もあり、OSTが政府関連の輸送物（主に核関連）を運ぶシステムの安全性と確実性の確保・発展が仕事なのに対し、DOEやNNSAはそのようなときの輸送物が核関連の物質の場合、その物質の輸送量を「戦略性」や「重要性」を考慮し指示を与えることを仕事としている。船舶での輸送は特別装備を施された船で、周囲を武装した特殊部隊と核専門家チームである核緊急支援隊に護衛されながら輸送される。NNSAでは臨界前核実験が過去に27回行われている。

## 2025年 職員の解雇と再雇用
2025年1月、アメリカ合衆国大統領に返り咲いたドナルド・トランプは、イーロン・マスクが率いる政府効率化省（DOGE）に連邦政府の再編や縮小を指示。同年2月13日には、国家核安全保障管理局（NNSA）にも縮小の指示が及び、職員1,800人のうち核兵器管理官を含む約300人が直ちに解雇された。解雇されたのは主に1〜2年の試用期間中の職員で、その理由は「低業績」とされていた。しかし、連邦政府は直後に職員の重要性に気づき解雇を撤回。復職を進めたものの、多くの職員と連絡が取れない状況が続いた。

## 組織
- 国防核不拡散局（Office of Defense Nuclear Nonproliferation）
- 国防プログラム局（Office of Defense Programs）
  - 核備蓄管理プログラム（SSP：Stockpile Stewardship Program）
    - 先端シミュレーション・コンピューティング・プログラム（Advanced Simulation and Computing Program）

  - 安全輸送局（Office of Secure Transportation）
- 船舶用炉局（Naval Reactors Propulsion Program）
- 緊急事態対策局（Office of Emergency Operations）
  - 核緊急支援隊（NEST：Nuclear Emergency Support Team）